# Тилькер, Михаил Еремеевич
Михаил Еремеевич Тилькер (7 ноября 1908, Одесса — 19 июля 1986, Одесса) — театральный и телережиссёр, педагог.

## Биография
Родился в Одессе 7 ноября 1908 года.
В 1936 году начал педагогическую деятельность в Одесском театральном училище, преподавал актерское мастерство.
С 1941 года работал в профессиональных театрах как главный режиссер или художественный руководитель.
В 1949 – 1950 годах работал режиссером-постановщиком в Одесском украинском музыкально-драматическом театре имени Октябрьской революции, в 1952 – 1953 годах был художественным руководителем Одесского театра Советской Армии, в 1957 – 1959 годах работал главным режиссером Одесского театра юного зрителя. Был режиссером актерской студии при Одесском доме актера.
С 1959 года по 1970-е годы был режиссером, главным режиссером Одесской студии телевидения. В телеспектакле по рассказам А. П. Чехова сыграл роль писателя.
Умер 19 июля 1986 года в Одессе. Похоронен на Северном кладбище.

##### Семья
- Жена: Холм (Калюжная) Лариса Николаевна (1924 – 2016) – заслуженная артистка Дагестанской АССР.

## Ученики
- народный артист СССР  В. Я. Самойлов;

- народный артист РСФСР  Б. В.  Иванов, народный артист РФ П. Б. Винник;

- народная артистка Азербайджанской ССР Д. И. Тумаркина;

- заслуженный работник культуры Украины В. А. Ковач;

- заслуженный деятель искусств РСФСР С. А. Бульба;

- заслуженная артистка УССР Н. К. Дубровская;

- заслуженная артистка РСФСР  Г. Т. Островская;

- заслуженный артист Молдавской ССР С. М. Некрасов;

- театральные деятели Н. И. Петрова (Брунова), В. В. Покровський (Горский), Ю. В. Садомский,  Н. Ф. Самойлова, Е. М. Строганова,  Л. А. Хонич и другие.